# Þorvaldur Gissurarson
Þorvaldur Gissurarson (Thorvaldur, 1155 - 1235) fue un caudillo medieval y goði del clan Haukdælir, en la Islandia del siglo XIII. Hijo del lagman Gissur Hallsson de Haukadalur. Þorvaldur fue ordenado sacerdote entre 1225 y 1226 y bajo la autoridad de Snorri Sturluson fundó el monasterio de Viðey (agustino) y dirigió la comunidad como prior hasta su muerte el 1 de septiembre de 1235.

## Herencia
Casó dos veces; su primera esposa Jóra era la hija del obispo Klængur Þorsteinsson y ambos tuvieron cinco hijos:
- Guðmundur Þorvaldsson (n. 1180).
- Klængur Þorvaldsson (n. 1182).
- Björn Þorvaldsson (n. 1184).
- Einar Þorvaldsson (n. 1186).
- Teitur Þorvaldsson

La segunda esposa Þora era la hija menor de Guðmundr gríss Ámundason y de esa relación nació Gissur Þorvaldsson, que sería el primer jarl de Islandia.